# Maubourguet
Maubourguet település Franciaországban, Hautes-Pyrénées megyében. Lakosainak száma 2232 fő (2022. január 1.). Maubourguet Auriébat, Estirac, Lafitole, Lahitte-Toupière, Larreule, Nouilhan, Sauveterre, Sombrun és Vic-en-Bigorre községekkel határos.

## Népesség
A település népességének változása:
| Lakosok száma | 2446 | 2440 | 2488 | 2377 | 2322 | 2266 | 2254 | 2245 | 2232 |
|               | 2013 | 2015 | 2016 | 2017 | 2018 | 2019 | 2020 | 2021 | 2022 |